# Himalijina skupina
Himalijina skupina  je skupina nepravilnih satelitov (lun) Jupitra s progradnim gibanjem, ki imajo podobne značilnosti tirnice.
Znane članice skupine so (po oddaljenosti od Jupitra): 
- Leda
- Himalija (po njej se skupina imenuje)
- Liziteja
- Elara
- S/2000 J 11.

Za to skupino satelitov Jupitra je značilno, da imajo večjo polos tirnice med 11,15 in 11,75 Gm, naklon tirnice proti Jupitrovem ekvatorju je med 26,6° in 28,3°, izsrednost pa je med 0,11 in 0,25. Skupina je zelo homogena. Vsi sateliti kažejo nevtralne barve (barvni indeks B−V = 0.66 in V−R = 0.36) podobno kot asteroidi tipa C. Zaradi zelo podobnih spektralnih značilnosti je velika verjetnost, da je skupina nastala z razpadom večjega asteroida iz asteroidnega pasu. Polmer tega asteroida je bil okoli 86 km, kar je samo malo več, kot je velika Himalija, ki je obdržala 86 % te mase. To kaže na to, da motnja, ki je povzročila razpad, ni bila posebno velika.
Mednarodna astronomska zveza (International Astronomical Union / IAU) je za imena satelitov v tej skupini prihranila imena, ki se končajo z '–a'.